# Parasitsteklar
Parasitsteklar, Parasitica eller Terebrantes, är den artrikaste infraordningen inom insektsordningen steklar med cirka 250 000 arter, varav närmare 7 000 är påträffade i Sverige. De flesta lever som parasitoider på andra insekter men det finns även arter som är växtätande, till exempel gallsteklar. Vissa arter är parasitoider på andra parasitoider. De kallas då för hyperparasitoider. Storleken är mycket variabel, från 0,2 millimeter för dvärgsteklar (Mymaridae) till 120 millimeter hos de största arterna i familjen brokparasitsteklar (Ichneumonidae). Parasitsteklarna spelar en viktig roll i naturen genom att hålla nere populationen av andra insekter och de används för biologisk bekämpning av skadeinsekter.
Till skillnad från sin systergrupp (infraordningen gaddsteklar) har parasitsteklarnas honor ett tydligt äggläggningsrör.

## Överfamiljer och urval av familjer
- Ceraphronoidea
  - pysslingsteklar	(Ceraphronidae)
  - trefåresteklar	(Megaspilidae)
- Chalcidoidea (glanssteklar)
  - fikonsteklar	(Agaonidae)
  - växtlussteklar	(Aphelinidae)
  - bredlårsteklar	(Chalcididae)
  - sköldlussteklar	(Encyrtidae)
  - finglanssteklar	(Eulophidae)
  - hoppglanssteklar	(Eupelmidae)
  - kragglanssteklar	(Eurytomidae)
  - dvärgsteklar	(Mymaridae)
  - kägelglanssteklar	(Ormyridae)
  - gropglanssteklar	(Perilampidae)
  - puppglanssteklar	(Pteromalidae)
  - långklubbsteklar	(Signiphoridae)
  - raggsteklar	(Tetracampidae)
  - gallglanssteklar	(Torymidae)
  - hårstrimsteklar	(Trichogrammatidae)
- Cynipoidea
  - gallsteklar	(Cynipidae)
  - glattsteklar	(Figitidae)
  - skärknivsteklar	(Ibaliidae)
- Evanioidea
  - vedlarvsteklar	(Aulacidae)
  - hungersteklar	(Evaniidae)
  - bisteklar	(Gasteruptiidae)
- Ichneumonoidea
  - brokparasitsteklar	(Ichneumonidae)
  - bracksteklar	(Braconidae)
- Megalyroidea
- Mymarommatoidea
  - bälgnacksteklar	(Mymarommatidae)
- Platygastroidea
  - gallmyggesteklar	(Platygastridae)
- Proctotrupoidea
  - hyllhornsteklar	(Diapriidae)
  - bladluslejonsteklar	(Heloridae)
  - svartsteklar	(Proctotrupidae)
  - Vanhorniidae
- Stephanoidea
- Trigonaloidea